# Port-des-Barques
 Port-des-Barques  (en saintongeais Port-des/daus-Batias) es una población y comuna francesa, situada en la región de Poitou-Charentes, departamento de Charente Marítimo, en el distrito de Rochefort y cantón de Saint-Agnant. Se encuentra en la orilla sur de la desembocadura del río Charente.
Se creó el 19 de septiembre de 1947 a partir de un pueblo situado en el territorio de la comuna de Saint-Nazaire-sur-Charente. La isla Madame, a la que se puede acceder por tierra a marea baja, pertenece al municipio de Port-des-Barques.
El 10 de marzo de 1780 en Port-des-Barques, La Fayette embarcó con sus soldados a bordo de la fregata Hermione para participar en la Guerra de Independencia de los Estados Unidos. Un monumento recuerda ese momento histórico.

## Demografía
| 1160 | 1181 | 1234 | 1330 | 1455 | 1534 |
| Para los censos de 1962 a 1999 la población legal corresponde a la población sin duplicidades (Fuente: INSEE [Consultar]) |      |      |      |      |      |